# Розвелл, Брайан
Бра́йан Ро́звелл (англ. Brian Rowswell, род. 18 марта 1967 года в Сомерсете, Англия) — английский бывший профессиональный снукерист.

## Карьера
Брайан Розвелл стал профессионалом в 1986 году, и следующие 11 сезонов подряд играл в мэйн-туре. За это время он пять раз выходил в 1/16 финала различных рейтинговых турниров (трижды — на Dubai Classic, по одному разу на British Open и Гран-при), но ни разу не пробивался дальше. Лучшего для себя результата на чемпионате мира Брайан достиг в 1989, лишь в решающем фрейме проиграв матч последнего квалификационного раунда против Юджина Хьюза. 
В 1997 году Розвелл покинул мэйн-тур, но вскоре вернулся, хотя только на один профессиональный сезон (1998/99).
Наивысший официальный рейтинг Брайана Розвелла — 64-й.